# Laura María Agustín
 (décembre 2020).
Laura María Agustín est une anthropologue qui étudie la migration des personnes sans papiers, les marchés du travail informels, la traite des êtres humains et l'industrie du sexe.

## Activités professionnelles
Bloguant et s'exprimant publiquement en tant qu'anthropologue, elle critique la confusion des termes « traite des êtres humains » et « prostitution ». Elle soutient que ce qu'elle appelle « l'industrie du sauvetage » attribue souvent le statut de victime à des personnes (le plus souvent des femmes) qui ont pris des décisions conscientes et rationnelles de migrer en sachant qu'elles vendront des services sexuels et qui ne se considèrent pas comme des victimes. Elle déclare que ces opinions sur la prostitution trouvent leur origine dans ce qu'elle appelle le « féminisme fondamentaliste ». Elle plaide pour une étude culturelle du commerce du sexe, un cadre théorique qu'elle a créé dans la revue Sexualities en 2005.
Laura Agustín a mené des recherches sur la migration et le commerce du sexe à la frontière entre le Mexique et les États-Unis, dans les Caraïbes, en Amérique du Sud et dans plusieurs pays européens. Elle a mené des recherches participatives pendant plusieurs années avec une gamme d'acteurs sociaux visant à aider les migrants en Espagne. Elle a obtenu un doctorat en études culturelles et sociologie de l'Open University, Royaume-Uni, en 2004, avec Tony Bennett comme superviseur.

## Prises de position
Son premier livre, Trabajar en la industria del sexo, y otros tópicos migratorios, a été publié en Espagne en 2004. En 2007, elle a publié son deuxième livre, Sex at the Margins: Migration, Labour Markets and the Rescue Industry. Dans ce livre, elle a soutenu que les « croisades » contemporaines de lutte contre la traite ont pour effet de restreindre la liberté de mouvement internationale, et elle a comparé les féministes anti-traite d'aujourd'hui aux « femmes bourgeoises » du xixe siècle qui ressentaient le besoin de sauver les pauvres prostituées, considérant les femmes comme faibles, facilement victimisées et ayant besoin de conseils.